# Alex Ferguson
Sir Alexander Chapman "Alex" Ferguson, CBE (n. 31 decembrie 1941, Govan⁠(d), Scoția, Regatul Unit) este un antrenor scoțian de fotbal, fost atacant, fost antrenor al echipei Manchester United F.C. și în prezent retras din activitate. A câștigat mai multe trofee decât oricare alt antrenor din istoria fotbalului englez, și a condus de pe bancă pe Manchester United în peste 1000 de meciuri. Cu 26 de ani petrecuți la acest club, este cel mai longeviv antrenor din istoria lui Manchester United, depășindu-l pe „Sir”, Matt Busby, și este considerat unul dintre cei mai mari antrenori ai fotbalului modern.
A mai antrenat pe East Stirlingshire și St. Mirren, înainte de o perioadă foarte bună la echipa scoțiană Aberdeen F.C.. A fost pentru scurt timp antrenorul echipei naționale de fotbal a Scoției, fiind numit interimar după moartea lui Jock Stein, iar în 1986 a fost numit antrenor la Manchester United.
La Manchester, Sir Alex a devenit cel mai de succes antrenor din istoria fotbalului englez, câștigând nouă titluri de campioană. În 1999, a devenit primul antrenor care a condus o echipă din Anglia spre o triplă Premiership-Cupă FA-Liga Campionilor. Pe lângă faptul că e singurul antrenor care a câștigat de cinci ori Cupa FA, este de asemenea singurul antrenor din istorie care a câștigat trei campionate la rând în Anglia cu aceeași echipă (1998-1999, 1999-2000, 2000-2001).
Un leitmotiv al carierei lui Ferguson la Manchester United a fost faptul că nici un jucător nu a fost considerat mai important decât echipa. A fost foarte intransigent în relațiile sale cu jucătorii, și presiunea acestei tactici manageriale a determinat multe vedete să plece. De-a lungul anilor, jucători precum Gordon Strachan, Paul McGrath, Paul Ince, Jaap Stam, Dwight Yorke, David Beckham, și, mai recent, Ruud van Nistelrooy sau Gabriel Heinze, au plecat de la club în urma unor conflicte mai mult sau mai puțin grave cu Ferguson. Se consideră că disciplina impusă unor jucători foarte bine cunoscuți și plătiți a fost un factor determinant în succesul constant al lui Manchester în era Ferguson.
În 2011 a fost numit cel mai titrat antrenor de fotbal (47 de trofee) de către postul de televiziune ESPN.
Pe 23 noiembrie 2012 a fost dezvelită în fața stadionului Old Trafford o statuie dedicată lui.
La 24 octombrie 2013, Ferguson și-a publicat a doua autobiografie, intitulată Alex Ferguson: My Autobiography, unde relatează atât experiența sa ca manager, cât și aspecte din cadrul familiei sale.

## Palmares

### Jucător
St. Johnstone
- Scottish Football League Division 2 (1): 1962–63

Falkirk
- Scottish Football League Division 2 (1): 1969–70

### Antrenor
St. Mirren
- Scottish First Division (1): 1976–77

Aberdeen
- Scottish Premier Division (3): 1979–80, 1983–84, 1984–85
- Scottish Cup (4): 1981–82, 1982–83, 1983–84, 1985–86
- Scottish League Cup (1): 1985–86
- Drybrough Cup (1): 1980
- UEFA Cup Winners' Cup (1): 1982–83
- UEFA Super Cup (1): 1983

Manchester United
- Premier League (13): 1992–93, 1993–94, 1995–96, 1996–97, 1998–99, 1999–2000, 2000–01, 2002–03, 2006–07, 2007–08, 2008–09, 2010–11, 2012–13
- FA Cup (5): 1989–90, 1993–94, 1995–96, 1998–99, 2003–04
- League Cup (4): 1991–92, 2005–06, 2008–09, 2009–10
- FA Charity/Community Shield (10): 1990 (shared), 1993, 1994, 1996, 1997, 2003, 2007, 2008, 2010, 2011
- UEFA Champions League (2): 1998–99, 2007–08
- UEFA Cup Winners' Cup (1): 1990–91
- UEFA Super Cup (1): 1991
- Intercontinental Cup (1): 1999
- FIFA Club World Cup (1): 2008

### Individual
- LMA Manager of the Decade (1): anii 1990
- LMA Manager of the Year (4): 1998–99, 2007–08, 2010–11, 2012–13
- LMA Special Merit Award (2): 2009, 2011
- Premier League Manager of the Season (11): 1993–94, 1995–96, 1996–97, 1998–99, 1999–2000, 2002–03, 2006–07, 2007–08, 2008–09, 2010–11, 2012–13
- Premier League Manager of the Month (27): August 1993, October 1994, February 1996, March 1996, February 1997, October 1997, January 1999, April 1999, August 1999, March 2000, April 2000, February 2001, April 2003, December 2003, February 2005, March 2006, August 2006, October 2006, February 2007, January 2008, March 2008, January 2009, April 2009, September 2009, January 2011, August 2011, October 2012
- UEFA Manager of the Year (1): 1998–99
- UEFA Team of the Year (2): 2007, 2008
- Onze d'Or Coach of the Year (3): 1999, 2007, 2008
- IFFHS World's Best Club Coach (2): 1999, 2008
- IFFHS World's Best Coach of the 21st Century (1): 2012
- World Soccer Magazine World Manager of the Year (4): 1993, 1999, 2007, 2008
- Laureus World Sports Award for Team of the Year (1): 2000
- BBC Sports Personality of the Year Coach Award (1): 1999
- BBC Sports Personality Team of the Year Award (1): 1999
- BBC Sports Personality of the Year Lifetime Achievement Award (1): 2001
- BBC Sports Personality Diamond Award (1): 2013
- English Football Hall of Fame (Manager) : 2002
- European Hall of Fame (Manager): 2008
- FIFA Presidential Award: 2011
- Premier League 10 Seasons Awards (1992–93 – 2001–02)
  - Manager of the Decade
  - Most Coaching Appearances (392 games)
- Premier League 20 Seasons Awards (1992–93 – 2011–12)
  - Best Manager
- FWA Tribute Award: 1996
- PFA Merit Award: 2007
- Premier League Merit Award: 2012–13
- Mussabini Medal: 1999
- Northwest Football Awards: 2013
  - Manager of the Year

### Ordine și premii speciale
- Officer of the Order of the British Empire (OBE): 1983
- Commander of the Order of the British Empire (CBE): 1995
- Knight Bachelor (Kt.): 1999
- Freedom of the City of Aberdeen: 1999
- Freedom of the City of Glasgow: 1999
- Freedom of the City of Manchester: 2000
- Freedom of the Borough of Trafford: 2013

## Statistici

### Jucător
| Club                 | Sezon         | Campionat | Campionat | Cupă    | Cupă   | Cupa Ligii | Cupa Ligii | Europe  | Europe | Total   | Total  |
| Club                 | Sezon         | Meciuri   | Goluri    | Meciuri | Goluri | Meciuri    | Goluri     | Meciuri | Goluri | Meciuri | Goluri |
| -------------------- | ------------- | --------- | --------- | ------- | ------ | ---------- | ---------- | ------- | ------ | ------- | ------ |
| Queen's Park         | 1957–58       |           |           |         |        |            |            | –       | –      |         |        |
| Queen's Park         | 1958–59       |           |           |         |        |            |            | –       | –      |         |        |
| Queen's Park         | 1959–60       |           |           |         |        |            |            | –       | –      |         |        |
| Queen's Park         | Total         | 31        | 15        |         |        |            |            | –       | –      |         |        |
| St. Johnstone        | 1960–61       |           |           |         |        |            |            | –       | –      |         |        |
| St. Johnstone        | 1961–62       |           |           |         |        |            |            | –       | –      |         |        |
| St. Johnstone        | 1962–63       |           |           |         |        |            |            | –       | –      |         |        |
| St. Johnstone        | 1963–64       |           |           |         |        |            |            | –       | –      |         |        |
| St. Johnstone        | Total         | 37        | 19        |         |        |            |            | –       | –      |         |        |
| Dunfermline Athletic | 1964–65       |           |           |         |        |            |            |         |        |         |        |
| Dunfermline Athletic | 1965–66       |           |           |         |        |            |            |         |        |         |        |
| Dunfermline Athletic | 1966–67       |           |           |         |        |            |            |         |        |         |        |
| Dunfermline Athletic | Total         | 89        | 66        |         |        |            |            |         |        |         |        |
| Rangers              | 1967–68       |           |           |         |        |            |            |         |        |         |        |
| Rangers              | 1968–69       |           |           |         |        |            |            |         |        |         |        |
| Rangers              | Total         | 41        | 25        | 6       | 10     | 4          | 9          | 6       | 0      | 57      | 44     |
| Falkirk              | 1969–70       | 21        | 15        | 3       | 3      |            |            | –       | –      |         |        |
| Falkirk              | 1970–71       | 28        | 13        | 0       | 0      |            |            | –       | –      |         |        |
| Falkirk              | 1971–72       | 28        | 9         | 2       | 1      | 9          | 4          | –       | –      | 39      | 14     |
| Falkirk              | 1972–73       | 18        | 0         | 2       | 1      | 0          | 0          | –       | –      | 20      | 1      |
| Falkirk              | Total         | 95        | 37        | 7       | 5      |            |            | –       | –      |         |        |
| Ayr United           | 1973–74       | 24        | 9         | 4       | 1      | 0          | 0          | –       | –      | 28      | 10     |
| Ayr United           | Total         | 24        | 9         | 4       | 1      | 0          | 0          | –       | –      | 28      | 10     |
| Total carieră        | Total carieră | 317       | 171       |         |        |            |            | 6       | 0      |         |        |

## Statistici antrenorat
La 19 May 2013.
| Echipa             | Țara   | Început           | Sfârșit         | Record | Record | Record | Record | Record | Record | Record | Record |
| Echipa             | Țara   | Început           | Sfârșit         | G      | W      | D      | L      | GF     | GA     | GD     | Win %  |
| ------------------ | ------ | ----------------- | --------------- | ------ | ------ | ------ | ------ | ------ | ------ | ------ | ------ |
| East Stirlingshire | Scoția | 1 June 1974       | 20 October 1974 | 17     | 10     | 3      | 4      | 36     | 27     | +9     | 58,82  |
| St. Mirren         | Scoția | 21 October 1974   | 31 May 1978     | 151    | 63     | 39     | 49     | 252    | 207    | +45    | 41,72  |
| Aberdeen           | Scoția | 1 June 1978       | 5 November 1986 | 453    | 268    | 105    | 80     | 898    | 364    | +534   | 59,16  |
| Scoția             | Scoția | 10 September 1985 | 13 June 1986    | 10     | 3      | 4      | 3      | 8      | 5      | +3     | 30     |
| Manchester United  | Anglia | 6 November 1986   | 19 May 2013     | 1.500  | 895    | 338    | 267    | 2.769  | 1.365  | +1404  | 59,67  |
| Total              | Total  | Total             | Total           | 2.131  | 1.239  | 489    | 403    | 3.963  | 1.968  | +1995  | 58,14  |